# Split Connection Vol.1
Split Connection Vol.1 is een splitalbum van de bands Vic du Monte's Persona Non Grata en Re Dinamite.

## Track listing
| Nr. | Band                             | Titel          |
| --- | -------------------------------- | -------------- |
| A1  | Vic du Monte's Persona Non Grata | Sweet Sixteen  |
| A2  | Vic du Monte's Persona Non Grata | Cry Me a River |
| A3  | Vic du Monte's Persona Non Grata | Sex Bait       |
| A4  | Vic du Monte's Persona Non Grata | Ghost Walks In |
| A5  | Vic du Monte's Persona Non Grata | She's a Cocker |
| B1  | Re Dinamite                      | Gonna Love     |
| B2  | Re Dinamite                      | Fuzzy Love     |
| B3  | Re Dinamite                      | Dirty Slow     |
| B4  | Re Dinamite                      | You'll Come    |

## BandledenVic du Monte's Persona Non Grata
- Chris Cockrell (aka Vic du Monte) - zang, gitaar, bluesharp
- James Childs - basgitaar, keyboard, zang
- Sargon Dooman - gitaar
- Alfredo Hernandez - drum